# さりげな教習所
『さりげな教習所』（さりげなきょうしゅうじょ）は、2011年3月6日から同年7月31日までBSフジで毎週日曜日23:55 - 24:00に放送されていたバラエティ番組（ミニ番組）。全20回。

## 概要
現代社会に生きる人たちの欲望をこっそり叶え、どんなピンチな状況でも切り抜けられる術「さりげな技術」を、演出家の三嶋扮する“さりげな協会会長”がアカデミックに解説するという設定。毎回様々な事例と其の対処法を、ハウツービデオをパロディしたドラマ仕立てのユニークな再現VTRで紹介していく。
放送期間中に全作を収めたDVDが発売されたほか、放送終了後にはスマートフォン用アプリも販売された。また、2011年6月発売の雑誌『クイック・ジャパン』96号では特集記事が組まれ、三嶋、富永、つじ（番組構成作家）の3人のインタビューが掲載された。
自動車教習所がモチーフ。背景の合成映像が学科教室のようであったり、アシスタント役の富永が婦人警官のコスプレで出演している。
富永のブログによると1回の収録で10本撮りされた。

## 出演
さりげな協会会長
- 三嶋敏裕[3]

アシスタント
- 富永美樹

その他（再現VTR）
- 愛実（#2）、小泉千秋、鳥居かえ、岬千泰、亜梨香、能登谷圭、宮脇友輔（#5）

## 放送リスト
| 回     | 放送日        | 教習内容                                      |
| ------ | ------------- | --------------------------------------------- |
| 第1回  | 2011年 3月6日 | さりげなく 遅刻を許してもらう方法             |
| 第2回  | 3月20日       | さりげなく 社内恋愛をごまかす方法             |
| 第3回  | 3月27日       | さりげなく 会社で昼寝をする方法               |
| 第4回  | 4月3日        | さりげなく 会社で蕎麦を打つ方法               |
| 第5回  | 4月10日       | さりげなく 女性の匂いを嗅ぐ方法               |
| 第6回  | 4月17日       | さりげなく 業績を伸ばす方法                   |
| 第7回  | 4月24日       | さりげなく 自分を大きく見せる方法             |
| 第8回  | 5月1日        | さりげなく 上司との気まずい間を埋める方法     |
| 第9回  | 5月8日        | さりげなく Hな言葉を言わせる方法              |
| 第10回 | 5月15日       | さりげなく 苦手な相手を避ける方法             |
| 第11回 | 5月22日       | さりげなく 浮気メールをごまかす方法           |
| 第12回 | 5月29日       | さりげなく 電話番号を聞く方法                 |
| 第13回 | 6月5日        | さりげなく 女の子の家に行く方法               |
| 第14回 | 6月12日       | さりげなく エッチなDVDを隠す方法              |
| 第15回 | 6月19日       | さりげなく ラブホテルに誘う方法               |
| 第16回 | 6月26日       | さりげなく 修羅場を切り抜ける方法             |
| 第17回 | 7月10日       | さりげなく フラれる方法                       |
| 第18回 | 7月17日       | さりげなく お持ち帰りする方法                 |
| 第19回 | 7月24日       | さりげなく 男と別れる方法                     |
| 第20回 | 7月31日       | さりげなく 合コンでエッチな女の子を見抜く方法 |

再放送：2011年8月7日 - 10月9日　同時間帯に第11回から第20回までを順次放送。

## スタッフ
- 企画・構成：つじまこと
- 演出：赤堀哲也
- 編成：立本洋之、大森慎司
- プロデューサー：内海智、原田政彦
- 制作協力：ロコモーション
- 制作著作：BSフジ、ポニーキャニオン

## リリース作品

### DVD
発売元：ポニーキャニオン、BSフジ　販売元：ポニーキャニオン
| タイトル              | 発売日        | 収録内容        |
| --------------------- | ------------- | --------------- |
| さりげな教習所 会社編 | 2011年6月15日 | 第1-10回を収録  |
| さりげな教習所 恋愛編 | 2011年6月15日 | 第11-20回を収録 |

### iPhoneアプリ
- 「さりげな教習所検定〜会社編〜」（2011年10月27日より配信）
- 「さりげな教習所検定〜恋愛編〜」（2011年11月22日より配信）

対応デバイス：iPhone、iPod touchおよびiPad互換(iOS 4.2以降が必要)。開発：アクア